# Мазульский
Мазульский — городской посёлок (до 2014 посёлок городского типа) в Красноярском крае России. Входит в состав городского округа город Ачинск.

## История
Еще в 1890 году ачинский купец первой гильдии Семен Серафимович Мокроусов начал промышленные разработки руды, но из-за невозможности перерабатывать руду на месте и отсутствия дорог дело остановилось.
4 марта 1930 года вынесено правительственное постановление о строительстве Марганцевого рудника. В сентябре 1932 года появляются первые домики. Посёлок и сам рудник назвали Мазульским, так как он входил в состав Мазульского сельского совета. В 1936 году его выделили в самостоятельную административную единицу. Рудник входил в горнорудное управление КМК
Статус посёлка городского типа — с 1940 года.
11 ноября 1941 года рудник передан в административное подчинение Ачинского городского Совета. Поселок получил название Марганцевый рудник.
В период Великой Отечественной войны добыча руды шла большими объёмами. Он являлся поставщиком марганцевой руды на всю Сибирь и Дальний Восток.
В 1955 году рудник был законсервирован на неопределённое время. Часть жителей перешла работать на строящийся тогда Ачинский глинозёмный комбинат.

## Население
| 1959  | 1970  | 1979  | 1989  | 2002  | 2009  |
| ----- | ----- | ----- | ----- | ----- | ----- |
| 3332  | ↗4751 | ↘3825 | ↘1638 | ↘1326 | ↘1285 |
| 2010  | 2012  | 2013  | 2014  | 2015  | 2016  |
| ↗1293 | ↘1277 | ↗1286 | ↘1285 | ↘1273 | ↘1262 |
| 2017  | 2018  | 2020  | 2021  |       |       |
| ↘1261 | ↗1272 | ↘1267 | ↗1451 |       |       |